# 임사랑
임사랑은  대한민국의 현직 목포문화방송 아나운서이다.

## 학력
- 전북대학교 컴퓨터공학과, 신문방송학과 학사

## 경력
- 2012년 ~ 현재 목포MBC 아나운서
- 2010년 ~ 2012년 MBN 아나운서

## 진행 프로그램
- 목포MBC 뉴스데스크
- 목포MBC 즐거운 오후 2시